# Реджеп Тайип Эрдоган (стадион)
«Редже́п Тайи́п Эрдога́н» (тур. Recep Tayyip Erdoğan Stadyumu) — стадион в Стамбуле, расположенный в европейской части города в квартале Касымпаша (в составе района Бейоглу) северо-восточнее залива Золотой Рог.
Стадион является домашней ареной для клуба «Касымпаша». Вместимость составляла 9576 сидячих мест, но после реконструкции 2007—2008 годов за матчем могут наблюдать около 13,5 тыс. зрителей. Покрытие поля естественное — травяное.
Своё название стадион получил в честь президента Турции Реджепа Тайипа Эрдогана, родившегося в Касымпаше.